# Kropka środkowa
Kropka środkowa, punkt – znak niealfabetyczny w formie kropki (np. font serif) położonej na wysokości średniej linii pisma. W niektórych fontach może mieć inną formę graficzną (kwadrat, trójkąt, romb, elipsa). Stosowany głównie jako separator lub punktor (ozdobny znak wypunktowania).

## Historia
Kropkę środkową zaczęli stosować Rzymianie jako znak interpunkcyjny służący do rozdzielania wyrazów. Zachowała się na papirusach z Herkulanum pisanych rzymską kurentą kapitalną z początku n.e. Pojawia się również na pompejańskich tabliczkach woskowych z lat 55–57 n.e. pisanych starszą kursywą rzymską. W I w n.e. stosowano ją powszechnie na rzymskich inskrypcjach nakamiennych.
Znak był obecny również w łacinie średniowiecznej, w której bywał jedynym z używanych znaków przestankowych. Od niego pochodzi również sam termin interpunkcji (od łac. interpunctio), czyli dosłowne: wstawianie owych punktów w tekst.
Znak ten był podstawowo umieszczany w połowie wysokości łacińskiego pisma kapitalnego tzw. kapitale monumentalnej, a umieszczanie go na różnych wysokościach wiersza zmieniało jego znaczenie. Punkt postawiony u góry oznaczał koniec myśli lub przerwę dużą, pośrodku przerwę mniejszą, a u dołu, czyli w miejscu współczesnej kropki – przerwę mała.
Zanik punktu w piśmiennictwie polskim (zastąpionego przecinkiem, skośną kreską oraz kropką) miał miejsce w XVI wieku.
Forma graficzna kropki środkowej przypominała trójkąt, grot strzały, kwadracik, romb lub ozdobny liść bluszczu, tzw. hederę. Niekiedy kropka środkowa była stosowana jako ornament do rozdzielania poszczególnych liter.

## Znaki podobne
Znaki podobne do kropki środkowej w zapisie unikodowym:
| Znak | Unicode | Kod HTML                        | Nazwa unikodowa               | Nazwa polska                           | Zastosowanie                           |
| ---- | ------- | ------------------------------- | ----------------------------- | -------------------------------------- | -------------------------------------- |
| ·    | U+00B7  | &middot; lub &#xB7; lub &#183;  | MIDDLE DOT                    | kropka środkowa                        | typografia, ozdobny znak wypunktowania |
| •    | U+2022  | &bull; lub &#x2022; lub &#8226; | BULLET                        | punktor                                | typografia, znak wypunktowania         |
| ‧    | U+2027  | &#x2027; lub &#8231;            | HYPHENATION POINT             | punkt podziału                         | leksykografia (patrz opis pod tabelą)  |
| ∙    | U+2219  | &#x2219; lub &#8729;            | BULLET OPERATOR               | punktor operator                       | chemia                                 |
| ⋅    | U+22C5  | &sdot; lub &#x20C5; lub &#8901; | DOT OPERATOR                  | kropka środkowa operator               | matematyka                             |
| ·    | U+0387  | &#x0387; lub &#903;             | GREEK ANO TELEIA              | grecki średnik                         | język grecki                           |
| ・   | U+30FB  | &#x30FB; lub &#12539;           | KATAKANA MIDDLE DOT           | kropka środkowa katakana               | symbol CJK                             |
| ･    | U+FF65  | &#xFF65; lub &#65381;           | HALFWIDTH KATAKANA MIDDLE DOT | kropka środkowa katakana na półfirecie | symbol CJK                             |
| ּ     | U+05BC  | &#x05BC; lub &#1468;            | HEBREW POINT DAGESH OR MAPIQ  |                                        | język hebrajski                        |

## Zastosowanie

### Matematyka
W matematyce i fizyce znak kropki środkowej stosuje się jako znak mnożenia np. x ∙ y
lub jako symbol iloczynu skalarnego.
Iloczyn wektorowy zapisuje się, stosując znak obróconego krzyżyka (używanego też czasem do oznaczania mnożenia):
{\displaystyle {\vec {a}}\times {\vec {b}}}
W unikodzie przewidziano dla iloczynu skalarnego adres U+2219 o nazwie BULLET OPERATOR (∙) punktor operator, stosowany też na oznaczanie relacji „AND” w logice.

### Programy DTP i procesory tekstu
W programach DTP i procesorach tekstu kropkę środkowa wykorzystuje się na oznaczania spacji w trybie podglądu niedrukowanych znaków.

### Chemia
W chemii kropkę środkową (w postaci U+2022) stosuje się do rozdzielenia części formuł w zapisie nieorganicznych soli uwodnionych np. bezwodny węglan sodu, przyswajając wodę, tworzy kolejno hydraty: jednowodny Na2CO3•H2O, następnie siedmiowodny Na2CO3•7H2O i ostatecznie trwały dziesięciowodny Na2CO3•10H2O.

### Leksykografia
W leksykografii środkową kropkę stosowano zazwyczaj do oznaczania miejsc podziału np.:
do·ber·man, D. ~na, Ms. ~nie, lm M. ~ny.
Coraz częściej również wężyk zastępuje się kropką środkową (U+00B7)
do·ber·man, D·na, Ms·nie, lm M·ny.
W słownikach przygotowywanych do publikacji drukiem jak też w przeglądarkach internetowych zaleca się stosowanie znaku HYPHENATION POINT (‧) U+2027 punktu podziału, który oprócz graficznego oznaczenia potencjalnych miejsc podziału wyrazu (gdyż wizualnie sam glif jest identyczny jak kropka środkowa (U+00B7)), ma dodatkową funkcjonalność, dzięki której jeśli wypadnie na końcu wiersza, to punkt podziału zostanie zamieniony na dywiz.
Przykład problemu składu z kropką środkową (U+00B7)
do·ber·-
man
lub
do·ber-
·man
rozwiązanie problemu z punktem podziału (U+2027)
do·ber-
man
Punkt podziału ułatwia skład komputerowych słowników itp., gdyż nie wymaga korekty wyrazów z zaznaczonymi punktami podziału, które na skutek justowania i dzielenia wyrazów zostały przeniesione do następnego wiersza.
W niektórych przeglądarkach internetowych (np. Safari) taka funkcjonalność dla punktu podziału została również zaimplementowana.

### Typografia
- punktor – do wypunktowania wyrażeń umieszczonych w formie listy. W krojach OpenType punktor może mieć wiele glifów zdefiniowanych pod swoim adresem unikodowym. Zazwyczaj są to warianty hedery lub inne ozdobniki;

- kropka środkowa — zazwyczaj jako ozdobnik, separator, lub punkt podziału;
- w języku japońskim — separator dziesiętny w liczbach pisanych znakami kanji, np. 一・五四 (1,54).